# Asco-Stagnu
Asco-Stagnu est une station de ski française située sur la commune d'Asco en Haute-Corse.

## Domaine skiable
Inaugurée en 1964, la station de ski d'Asco-Stagnu fut fermée en septembre 1992 à la suite d'intempéries mettant à mal les équipements de la station.
La station a rouvert pour la saison 2015-2016 avec des équipements neufs : des canons à neige, une dameuse, 1 télécorde, 1 tapis de montagne et 1 téléski à enrouleurs de l'entreprise GMM.
La suite de la réouverture progressive est prévue pour les saisons 2017-2018 avec un télésiège fixe 4 places et 2 téléskis. Le télésiège "Monte Cinto" et le téléski "Missoghiu" suivront le tracé de l'ancien téléski "Minuta" détruit en 1992. Le dernier téléski "Muvraghia" sera en altitude et suivrait la ligne d'un ancien téléski.
Un téléski "Capu Larghia" sera ajouté au domaine pour la saison 2018-2019. Celui-ci ne reprend aucun tracé d'ancien téléski.